# La Jeune Femme à l'aiguille
Pour plus de détails, voir Fiche technique et Distribution.
La Jeune Femme à l'aiguille (Pigen med nålen) est un drame psychologique danois co-écrit et réalisé par Magnus von Horn, sorti en 2024.
Basé sur la vie de Dagmar Overbye, il est sélectionné en compétition officielle au Festival de Cannes 2024,,.

## Synopsis
L'histoire se déroule à Copenhague en 1918. Une jeune femme, Karoline, tente de survivre de sa misère mais tombe enceinte. Elle rencontre une femme mystérieuse qui se prénomme Dagmar et qui dirige un centre d'adoption clandestin. Les deux femmes se lient d'amitié et Karoline accepte de travailler à ses côtés. 

## Fiche technique
Sauf indication contraire, les informations mentionnées dans cette section peuvent être confirmées par la base de données cinématographiques IMDb,  présente dans la section « Liens externes ».
- Titre original : Pigen med nålen
- Titre francophone : La Jeune Femme à l’aiguille
- Réalisation : Magnus von Horn
- Scénario : Line Langebek Knudsen et Magnus von Horn
- Musique : Frederikke Hoffmeier
- Photographie : Michal Dymek
- Montage : Agnieszka Glińska
- Société de distribution : BAC Films (France)[5]
- Pays d'origine :  Danemark
- Format : noir et blanc
- Genre : drame
- Durée : 115 minutes
- Dates de sortie :
  - France : 15 mai 2024 (Festival de Cannes) ; 9 avril 2025 (sortie nationale)[5]
- Film interdit aux moins de 12 ans lors de sa sortie en France[6]

## Distribution
- Trine Dyrholm : Dagmar
- Victoria Carmen Sonne : Karoline
- Besir Zeciri : Peter
- Ava Knox Martin : Erena
- Joachim Fjelstrup : Jørgen
- Tessa Hoder : Frida

## Distinctions

### Récompense
- L'Étrange Festival 2024 : prix du public[7]

### Nominations
- Golden Globes 2025 : Meilleur film en langue étrangère
- Oscars 2025 : Meilleur film international

### Sélection
- Festival de Cannes 2024 : sélection officielle, en compétition